# Suctobelbila popovi
Suctobelbila popovi är en kvalsterart som beskrevs av Gordeeva 2004. Suctobelbila popovi ingår i släktet Suctobelbila och familjen Suctobelbidae. Inga underarter finns listade i Catalogue of Life.